# Černé a Čertovo jezero
Černé a Čertovo jezero je národní přírodní rezervace na Šumavě v katastrálních územích Alžbětín, Hojsova Stráž a Špičák. První chráněné území tu bylo vyhlášeno již 31. prosince 1933. V roce 2010 Ministerstvo životního prostředí vyhlásilo chráněné území znovu v pozměněné podobě vyhláškou č. 326/2010, která nabyla platnosti k 15. prosinci 2010. Území bylo nově vyhlášeno jako národní přírodní rezervace, což potvrdilo jeho význam v národním, ale i evropském měřítku. Péčí o území je pověřena Správa Národního parku Šumava.

## Předmět ochrany

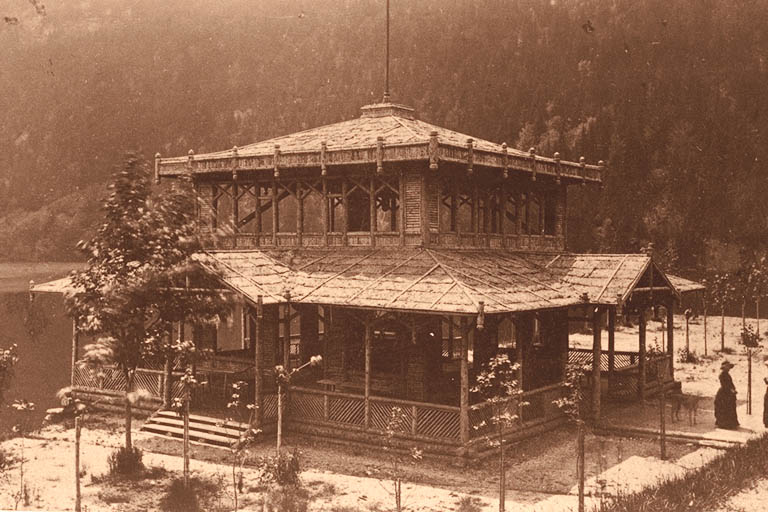
Historická chalupa

Chráněné území zahrnuje Černé jezero a Čertovo jezero a mezi nimi ležící Jezerní horu (1343 m), na západě zasahuje ke státní hranici. Předmětem ochrany jsou přirozená lesní společenstva několika typů, vzácné a ohrožené druhy rostlin a živočichů, zejména vodní bylina šídlatka jezerní (Isöetes lacustris), a jejich biotop, a typy přírodních stanovišť a biologické druhy, kvůli nimž byla vyhlášena evropsky významná lokalita Šumava.

## Geologie

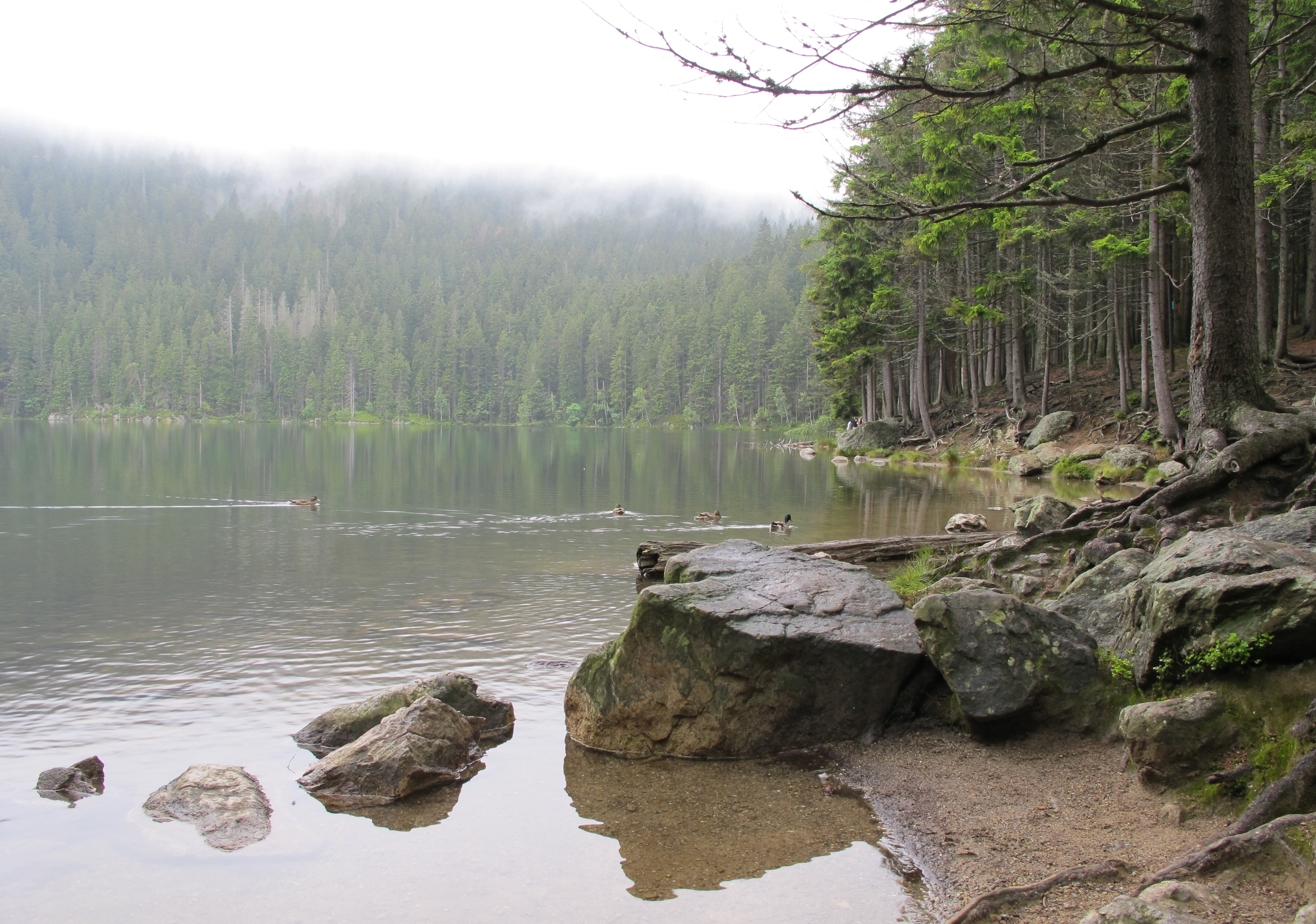
Čertovo jezero

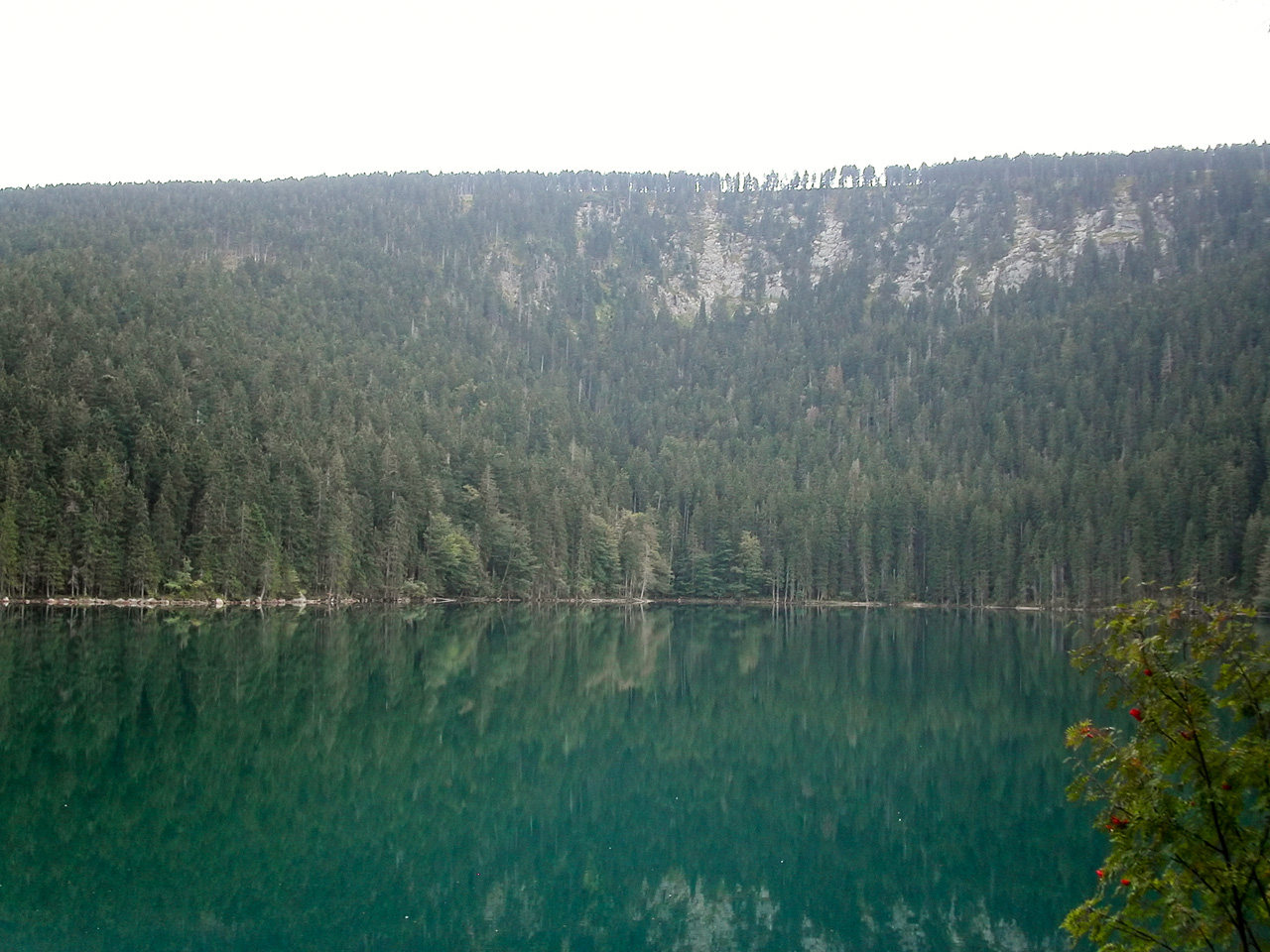
Černé jezero

Podložní horniny jsou tvořeny muskoviticko-biotitickými svory s vložkami kvarcitů a kvarcitických svorů. V úpatí karů jsou zachovány kvartérní sedimenty periglaciálního či glacigenního charakteru.

## Fauna
Fauna je druhově chudá, ale je tu několik významných chladnomilných reliktů. Na kamenných sutích žije severský druh pavouka Acantholycosa norvegica. Z obratlovců jsou tu datlík tříprstý (Picoides tridactylus), tetřev hlušec (Tetrao urogallus), krkavec velký (Corvus corax) a kos horský (Turdus torquatus). V oblasti Jezerní hory se často vyskytuje rys ostrovid (Lynx lynx).

## Flora
Černé jezero je jedinou lokalitou v České republice, kde roste šídlatka jezerní (Isöetes lacustris), která je typická pro studené oligotrofní vody. Z lokality je známo na 205 druhů řas a sinic, rovněž tu jsou významné druhy mechů a lišejníků. NPR je jedinou lokalitou, kde roste mech pruhovka vroubkovaná (Rhabdoweisia crenulata) a obdobně vzácný je i lesklec sourubkovitý (Plagiothecium neckeroideuma), vzácný choroš ohňovec ohraničený (Phellinus nigrolimitatus) rostoucí na kmenech padlých smrků či bolinka černohnědá (Camarops tubulina).